# Calle de Miracruz
La calle de Miracruz es una vía pública de la ciudad española de San Sebastián.

## Descripción

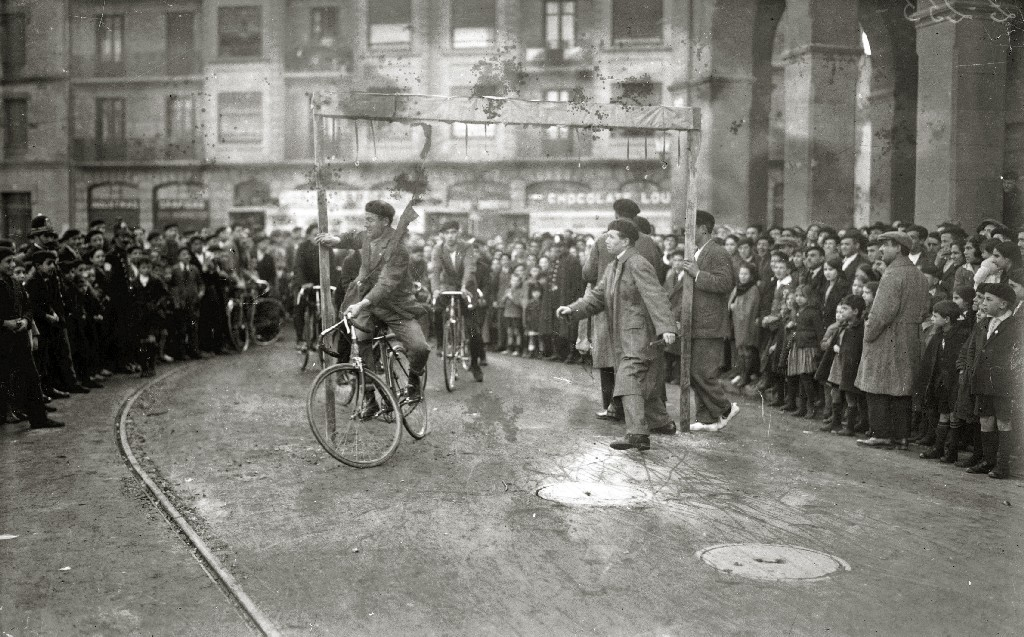
Fotografía tomada en la calle por Ricardo Martín en 1923

La vía discurre desde el puente de Santa Catalina hasta que se une con la Gran Vía a la altura en la que ambas se funden con la avenida de Ategorrieta. Tiene cruces con las calles de Tomás Gros, de Ronda, de Secundino Esnaola, de Iparraguirre, de la Misericordia, de Trueba, de las Huertas, del Padre Larroca y de la Gloria. Aparece descrita en Las calles de San Sebastián (1916) de Serapio Múgica Zufiria con las siguientes palabras:

Calle de Miracruz.—Por acuerdo de 23 de Abril de 1881, se indica la conveniencia de que se le llamase al Barrio de Ulía «Barrio de Miracruz» pero el acuerdo no se ha puesto en ejecución puesto que se le sigue llamando «Barrio de Ulía» y en cambio se llama «Calle de Miracruz» a la vía que existe desde el puente de Santa Catalina hasta el camino que da acceso a la Plaza de Toros, punto conocido con el nombre de «Fuente de Chofre» en donde empieza el «Barrio de Ulía». El nombre de Calle de Miracruz, obedece a que por ella va el camino que conduce al alto así llamado. Y la denominación del alto viene de que desde allí se divisa la Basílica del Santo Cristo de Lezo, y en lo antiguo era costumbre que al distinguirse la iglesia en que se venera la prodigiosa imagen del Cristo que atrae multitudes de devotos a la modesta Universidad Guipuzcoana, se rezara una breve oración a la Cruz redentora.
(Múgica Zufiria, 1916, p. 76)